# Arthur Penn
Arthur Hiller Penn (27. september 1922 i Philadelphia, Pennsylvania, USA – 28. september 2010 i Manhattan, New York) var en amerikansk filminstruktør og producent.
Penn blev uddannet som skuespiller, og var i flere år tv-instruktør før han debuterede som filminstruktør med The Left Handed Gun (Skud fra venstre, 1958), som handler om Billy the Kid. Han fik biografsucces med The Miracle Worker (Helen Kellers triumf, 1962), og The Chase (Den djævelske jagt, 1966) med Marlon Brando som sydstatssheriff fik også opmærksomhed. Det store gennembrud kom med Bonnie and Clyde (Bonnie og Clyde, 1967), en kriminalfilm med både samfundsperspektiver og omdiskuterede voldsindslag. Filmen blev af mange regnet som et vendepunkt i Hollywood-filmen med sin subjektive og potentielt subversive skildring af de to kriminelle. Little Big Man (En god dag at dø, 1970) efter Thomas Bergers roman blev også en stor biografsucces, en picaresk skildring fra indianerkrigenes tid om en ung dreng som pendler mellem indianernes og de hvides samfund. Filmen bidrog til at revidere den amerikanske filmindustris ofte traditionsbundne syn på indianerne. Penn har siden ikke været i rampelyset på samme måde, men han har bl.a. lavet de populære thrillere Night Moves (Skakmat, 1975) og Target (Forfulgt af fortiden, 1985).